# Acrotaphus chedelae
Acrotaphus chedelae là một loài tò vò trong họ Ichneumonidae.